# Fregatten Jylland
Fregatten Jylland deltog under 2. Slesvigske Krig i Slaget ved Helgoland den 9. maj 1864. I kamp mod dele af den østrigske og den preussiske flåde lykkedes det danskerne at sende modstanderne på flugt, men sejren ændrede ikke krigens udfald – Danmark led et sviende nederlag.

## Bygningshistorie
Da fregatten Jylland løb af stabelen den 20. november 1860, var den det tredje skib i en planlagt serie på fire, hvor forløberne, ”Niels Juel” og Sjælland, var søsat i henholdsvis 1855 og 1858.
Jylland var den første i serien, der fra fødslen var en fuldkraftsfregat. Den var kendetegnet ved at være bygget af træ og have master, men var dertil udstyret med en motor og en skrue, der gjorde det muligt både at sejle for vind- og kulkraft. Motoren i Jylland var fremstillet af det danske firma Baumgarten og Burmeister, og opsynet med arbejdet blev ført af overmaskinmester William Wain. Mødet mellem Burmeister og Wain blev starten på det samarbejde, der skulle udmønte sig i industrigiganten B&W.
”Jylland” var således barn af den begyndende industrialisering. Udviklingen overhalede imidlertid fregatten indenom, nærmest før den blev søsat.
Galionsfiguren blev udført af billedhuggeren Julius Magnus Petersen og repræsenterer landsdelen Jylland i form af hyrdestaven og fiskenettet.
Niels Juel, Sjælland og Jylland kom til verden i en teknisk brydningstid, hvor panserskibe så småt begyndte at erstatte træskibe. Søfolk og officerer var i starten skeptiske. Men efter Slaget ved Hampton Roads den 9. marts 1862 under Den Amerikanske Borgerkrig, hvor panserskibene CSS Virginia og USS Monitor beskød hinanden i timevis uden at nogen af dem tog synderlig skade, stod det klart, at disse fartøjer var fremtiden. Efter denne episode blev der ikke bygget flere træskibe, og den fjerde planlagte dampskruefregat i serien, Peder Skram, blev i hast lavet om til et panserskib. Niels Juel og Sjælland fik ligeledes maskineri bygget ind i de eksisterende skrog.
Set i dette lys var fregatten Jylland symbol på en svindende æra. Dette forhindrede den dog ikke i, med en tophastighed på 14 knob, at være flådens hurtigste fartøj, hvilket afgjordes ved et kapløb ud for Møn i juli 1864.
| - Fregatten Jylland i 2013 - Efter restaurering ligger Jylland i permanent tørdok - Jylland havde både skrue og sejl - Kanondæk |

## Slaget ved Helgoland
Fregatten Jylland kom til at stå sin prøve under 2. Slesvigske Krig. Den danske flåde fik her blandt andet til opgave at hindre østrigske skibe i at komme de preussiske og østrigske landtropper til hjælp, og 9. maj 1864 fik Niels Juel, Jylland og korvetten ”Heimdal” fjenden i sigte i farvandet ud for Helgoland. Der var tale om de østrigske fregatter Schwarzenberg og Radetzky, de preussiske kanonbåde Basilisk og Blitz samt hjuldamperen Adler.
Det første skud affyredes kl. 13.45. Indledningsvis foregik kampen ved, at man lagde sig parallelt med fjenden og affyrede kanonerne mod hinanden. Undervejs gjorde østrigerne tillige forsøg på at entre de danske skibe, men måtte give fortabt grundet heftig beskydning.
Efter godt to timer var det lykkedes danskerne at sætte ild til Schwarzenbergs sejl, og fjenden måtte derfor flygte til det neutrale Helgoland over hals og hoved. Netop som fregatten Jylland var i færd med at optage forfølgelsen, blev fregattens ratline skudt midt over af splinterne fra en granat, og man måtte opgive at sætte efter østrigerne.
Jylland var det danske skib, der var blevet ramt hårdest af modstanderens skyts. Værst stod det til ved kanon nr. 9, hvor en kanonkugle var gået igennem skroget, og havde efterladt sig flere lemlæstede og døde. Under træfningen mistede Jylland i alt 12 mand. Men adskillige blev også så voldsomt sårede, at de måtte til skibskirurgerne og få sønderskudte arme og ben savet af.
De sejrende danskere blev modtaget med jubel ved hjemkomsten til København, og orlogskaptajn Suenson, der havde styret slagets gang fra Niels Juel modtog Dannebrogsordenens storkors. Slaget ved Helgoland fik dog ingen betydning for det endelige udfald af 2. Slesvigske Krig.

## Livet om bord
Tilværelsen som sømand i 1864 var barsk, og et ophold på Jylland var præget af streng disciplin. På hvert nyt togt påmønstrede der mange værnepligtige, der aldrig havde været ude at sejle før, og meget skulle læres. For at skibet kunne manøvreres gnidningsløst og kanonerne betjenes korrekt i eventuelle militære træfninger til søs, beordredes sømændene til kanon- og geværeksercits flere timer dagligt for at holde evnerne ved lige. Derudover satte officererne en ære i at skibet var i god stand og skinnende rent, hvorfor en del tid gik med at tilse og vedligeholde materiellet samt skrubbe på bronze, sejl og dæk.
I fritiden var der ikke meget at give sig til. Eftersom man ikke kunne forlade skibet, måtte man stille sig tilfreds med at sy, skrive breve, snige sig til at tage en lur eller drille de værnepligtige, der aldrig tidligere havde været til søs, ved at lokke dem til at kravle højt op i riggen for at prøve at kysse masteknoppen. Privatlivet var begrænset, da Jyllands besætning talte 430 mand. Ro fandt man kun ved at kravle op på mærserne 30 meter over dækket.
Skønt Jylland var en krigsmaskine, var langt de flest dage altså kendetegnet ved rutine og kedsomhed. Dette opvejedes dog til fulde, når man en sjælden gang fik landlov på en fremmed kyst og kunne tage ud og få stillet sin eventyrlyst. I 1864 var lange rejser noget, der var de færreste danskere forundt, hvorfor en del sømænd fik deres livs største oplevelse under deres ophold på fregatten.

## De sidste år i aktiv tjeneste
Slaget ved Helgoland blev den eneste træfning, fregatten Jylland deltog i. Herefter tjente Jylland som eksercerskib, og foretog derudover nogle togter til Dansk Vestindien for at repræsentere Danmark blandt de stadig mere oprørske indfødte.
I 1874 ophøjedes Jylland til kongeskib i anledning af, at Christian IX skulle til Island for at fejre øens 1000-års jubilæum. Man byggede ved denne lejlighed en kongebolig på dækket, der blandt andet indeholdt et topmoderne vandkloset. Boligen kom også til nytte i 1876, hvor kongefamilien var på sommervisit hos den russiske zar.
Jyllands sidste aktive togt gik til De Vestindiske Øer i 1886-87. Siden fungerede den som kaserneskib indtil 1908.

## Fregatten Jylland frem til i dag
Fra 1908 fik fregatten en omtumlet skæbne. Dette år besluttede flåden at sælge fregatten til et tysk ophugningsfirma. Men dette vakte røre, og en gruppe nationaltsindede købmænd og søofficerer købte den fluks tilbage.
I 1909 deltog Jylland på landsudstillingen i Aarhus med en udstilling om hær og flåde.
Skibet besøgte flere byer i perioden 1909-1914. Bl.a. Fredericia og Aalborg (1910). Under 1. verdenskrig lå skibet i Nørresundby som telegrafstation og indkvartering for en bataljon, der bl.a. gik vagt ved Pontonbroen over Limfjorden..

Herefter forsøgte køberne i flere år forgæves at rejse penge til fregattens vedligehold, indtil den blev overtaget af godsejer Schou fra Palsgaard. Jylland blev opankret i Sandbjerg Vig nord for Juelsminde og fungerede herefter som telegrafstation frem til 1925.
I 1934 gik Thorvald Stauning ind i kampen for nationalklenodiet, og arbejdet med at bevare skibet blev et fornuftigt beskæftigelsesprojekt for arbejdsløse under krisen.
Fra 1936 til 1949 fandt fregatten anvendelse som overnatningsfacilitet for omtrent 200.000 provinsbørn, der blev inviteret til hovedstaden på skolerejse af "Foreningen til provinsbørns ophold i København". Initiativet blev sat i søen som tak for, at landboerne under den store koleraepidemi i 1853 havde modtaget feriebørn fra storbyen. Det havde desuden til formål at mindske den ofte dybe kløft mellem land og by. Da fregatten om natten den 2. december 1947 sank i Københavns havn, stod det imidlertid klart, at den ikke længere var egnet som feriebolig.
Løsningen blev, at klenodiet i 1960 sejledes til Ebeltoft som turistattraktion. Det var dog først i løbet af 1980'erne, man fik rejst pengene til den fornødne istandsættelse, så man i 1994 kunne åbne dørene til museet Fregatten Jylland. Fregatten er i dag verdens længste, bevarede krigsskib bygget af træ.